# Ancistrus occidentalis
Ancistrus occidentalis är en fiskart som först beskrevs av Regan, 1904.  Ancistrus occidentalis ingår i släktet Ancistrus och familjen Loricariidae. Inga underarter finns listade i Catalogue of Life.

## Bildgalleri

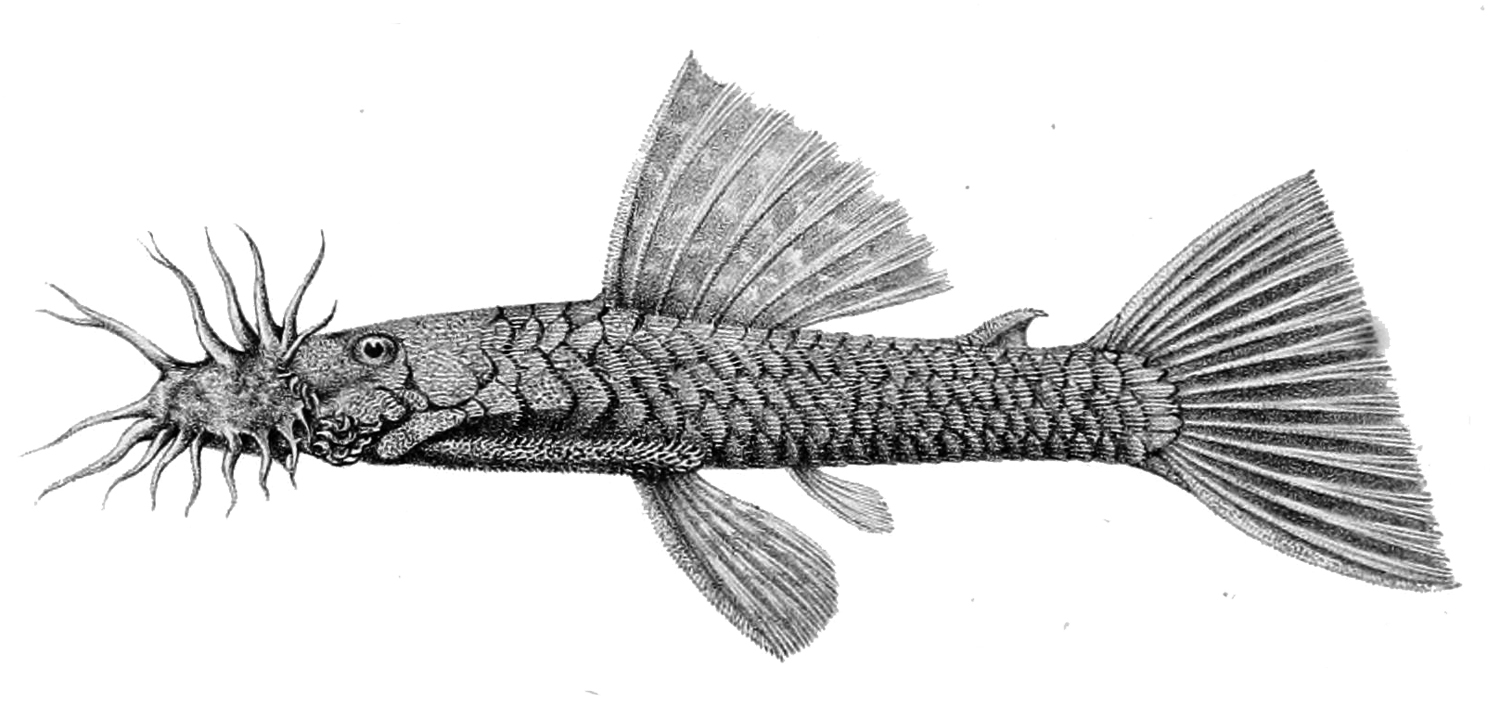